# Kalmar Golfklubb
Kalmar Golfklubb är en golfklubb i Småland som grundades 1947.

## Golfbanorna
Kalmar Golfklubb är 36-hålsbana som ligger i Värsnäsområdet intill Kalmarsund. Det är en skogs- och parkbana där varje golfhål ligger fritt från andra hål.
Röd bana och blå bana existerade inte före 1992 utan blev båda spelklara 1992. Båda är blandningar av nya hål och hål från den gamla 18-hålsbanan som stod helt klar 1966 (nio hål 1947-1966). 
2009 blev ombyggnaden av den gamla och nya banan klar. Den gamla banan består mest av hål från 1947 och 1966 och den nya banan består av hål från 1992 och 2009.
2010 blev klubben utsedd till årets golfklubb av föreningen Golfjournalisterna för sin ombyggnad och framtidsvisioner. 
De nio äldsta hålen ritades av Rafael Sundblom och Gösta Gerdsiö. Gerdsiö ritade sedan nio hål till som stod spelklara 1966 och när de 18 nya hålen av Sune Linde tillkom 1992 delades den gamla banan upp.

## Framstående medlemmar
- Joakim Haeggman, den förste svenske golfspelaren som uttogs till Ryder Cup.